# Бернар Аллу
Бернар Аллу (фр. Bernard Allou, нар. 19 червня 1975) — французький футболіст, що грав на позиції нападника.
Виступав, зокрема, за клуби «Парі Сен-Жермен» та «Ноттінгем Форест».

## Ігрова кар'єра
У дорослому футболі дебютував 1994 року виступами «Парі Сен-Жермен», в якій провів чотири сезони, взявши участь у 41 матчі чемпіонату. З командою виграв Кубок та Суперкубок Франції, Кубок французької ліги, а також Кубок володарів кубків УЄФА, проте основним гравцем так і не став.
Протягом частини 1998 року захищав кольори японського клубу «Нагоя Грампус», після чого повернувся до Європи в англійський «Ноттінгем Форест», до складу якого приєднався 1999 року. Відіграв за команду з Ноттінгема наступні два сезони своєї ігрової кар'єри.
Згодом з 2001 року грав у бельгійських клубах «Моленбек», «Вайт Стар Волюве» та «Леопольд Уккел» до припинення виступів у 2007 році.

## Досягнення
- Володар Кубка Франції (1):

«Парі Сен-Жермен»: 1994-95
- Володар Кубка французької ліги (1):

«Парі Сен-Жермен»: 1994-95
- Володар Суперкубка Франції (1):

«Парі Сен-Жермен»: 1995
- Переможець Кубка володарів кубків (1):

«Парі Сен-Жермен»: 1995-96